# 肘 (單位)

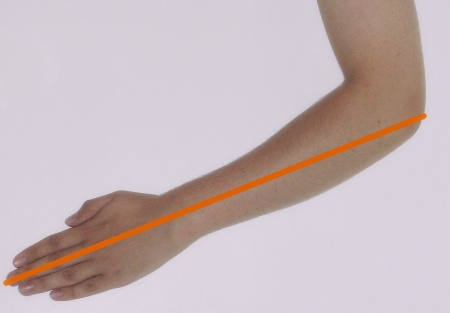
肘大約等同一個成年人前臂的長度

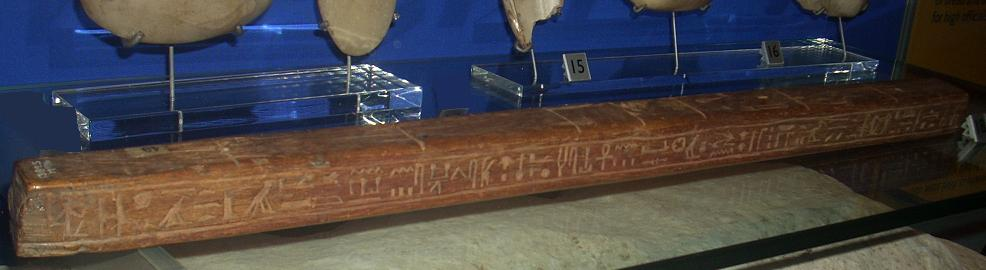
在利物浦世界博物館中的埃及皇家腕尺

肘也稱為腕尺，是古老的長度單位，是以手臂由手肘到中指頂端的距離為準。在中世纪及近代世界許多地區都有定義「肘」這個單位，而長度不完全一樣。長度約在45到55公分之間。
其他以手臂長度為基準的單位包括厄爾、印度的Husta、高棉的hat和泰國的sok。

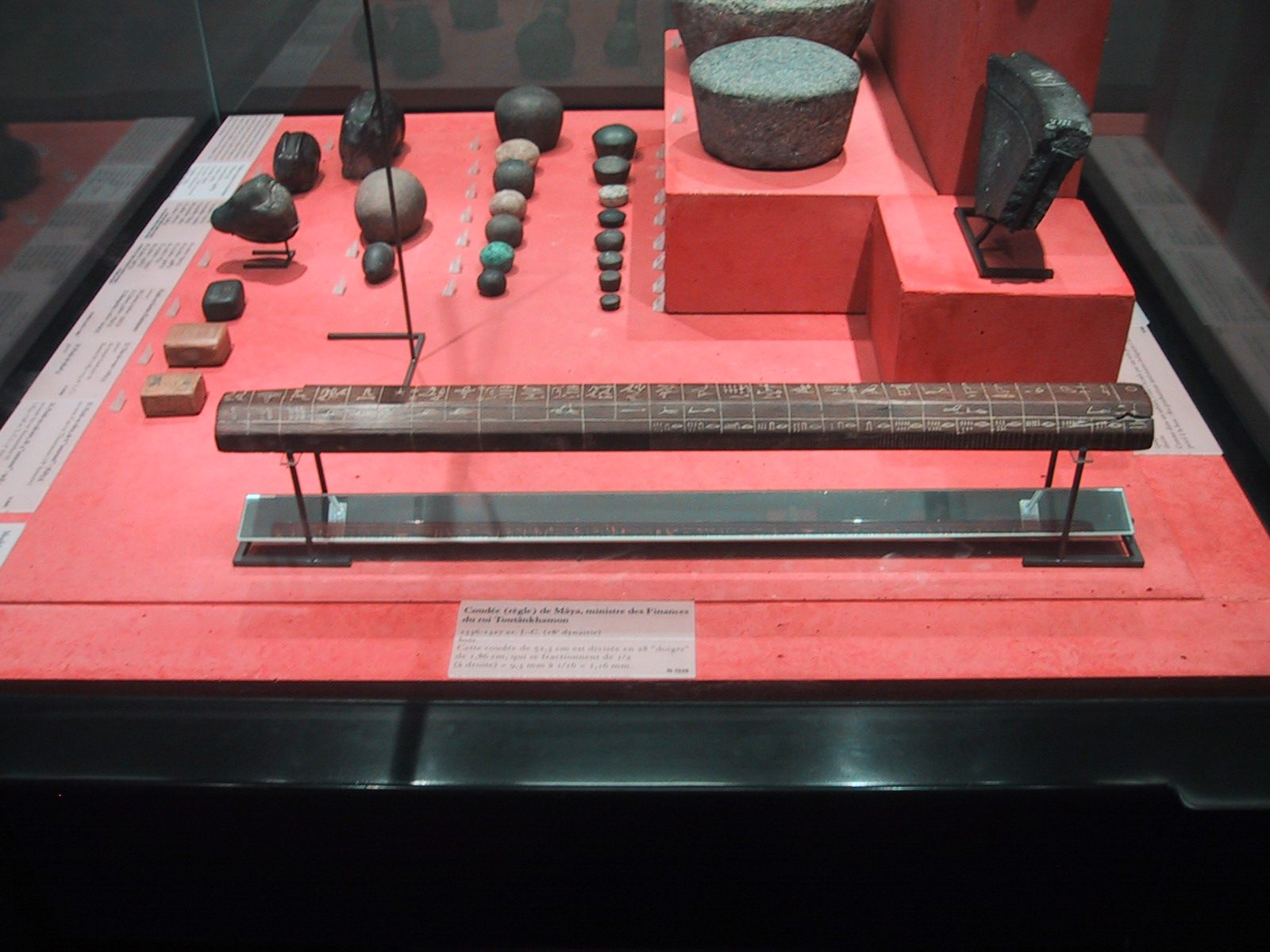
西元前1336-1327年（埃及第十八王朝）時瑪雅的腕尺

## 埃及皇家腕尺

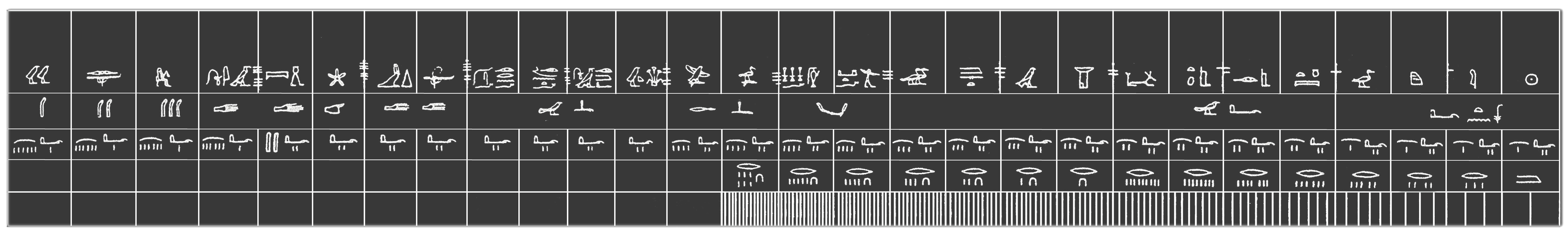
埃及皇家腕尺

最早使用此一單位是在古埃及，名稱為皇家腕尺（meh niswt）。早在早王朝时期就開始使用皇家腕尺。在巴勒莫石碑上記載在哲爾法老執政時，尼羅河洪水的水位是5腕尺加1掌尺。古王國時期的建築也已經使用皇家腕尺，例如在西元前2700年左塞尔的梯级金字塔 。
古埃及時也會製作腕尺來量測長度，其中有不少存留到今日。包括在玛雅墓中有二個，图坦卡蒙的寶藏中有一個，在薩卡拉也有一個。在底比斯的Kha墓中也發現一個。莱普修斯在1865年比較過14個腕尺及一個雙腕尺，長度在523至529mm之間。腕尺會再分成7個掌尺，掌尺會再分為4個指尺，指尺會再分為其他的單位。

## 蘇美腕尺（尼普爾腕尺）

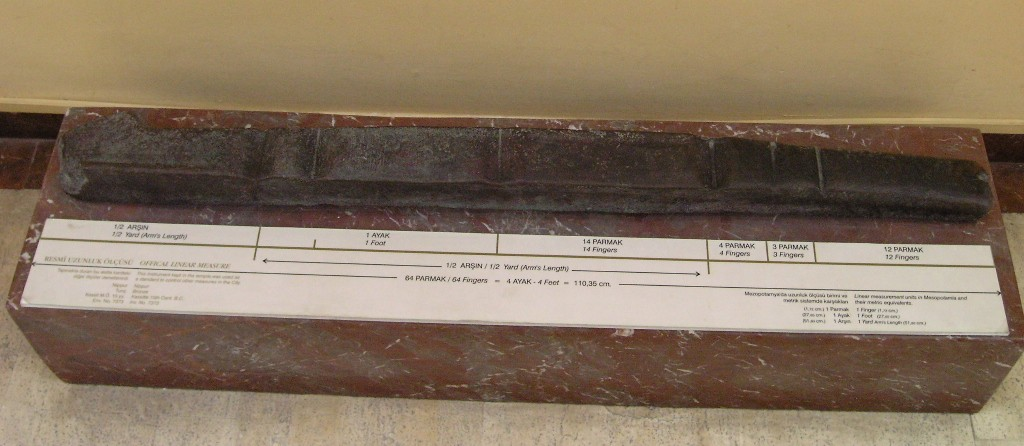
在土耳其伊斯坦布尔考古博物馆中的尼普爾腕尺

在1916年，奥斯曼帝国最後的幾年，同時也是第一次世界大戰中期，德國的亞述學家昂格尔·埃克哈德在尼普爾發現一個銅合金的尺，年代約在西元前2560年，昂格尔認為是量測用的尺，稱為蘇美腕尺，長度為518.6 mm。

## 近東或聖經使用的單位
近東或聖經使用的單位稱為肘，轉換為英制約為18吋，在希伯來文或是中文聖經許多版本的註釋都有提到這一點。
希伯來聖經第一次提到肘是在創世記描述諾亞方舟時，「（方舟）要長三百肘，寬五十肘，高三十肘。」，聖經中在描述其他東西長度時也常用肘為單位，像是会幕及約櫃（出埃及記25:10,27）。在新約聖經中耶穌也有用到此一單位來說明人沒有能力改變自己的身高（馬太福音6:27，路加福音12:25），來說明人無法用思慮來控制自己的生活。